# Damian Müller

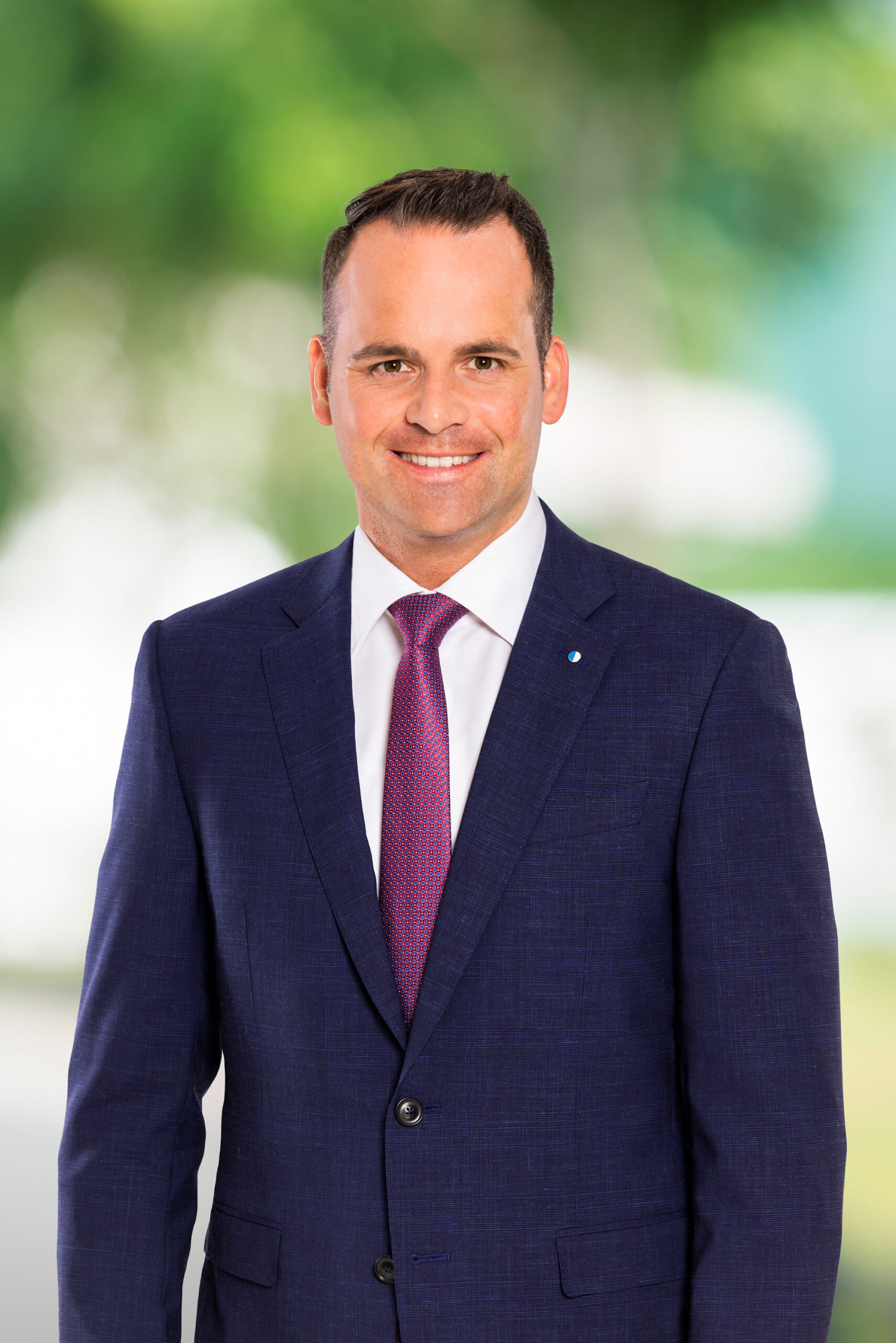
Damian Müller, 2022

Damian Müller (* 25. Oktober 1984 in Ermensee, heimatberechtigt ebenda) ist ein Schweizer Politiker (FDP). Er war von 2011 bis 2015 Luzerner Kantonsrat und ist seit 2015 Ständerat des Kantons Luzern.

## Biografie
Damian Müller ist in Ermensee im Kanton Luzern aufgewachsen. Er wohnt in Hitzkirch. Er betreibt Ausdauersport, ist Mitglied des FC Nationalrates und seit 20 Jahren begeisterter Pferdesportler. In seiner Freizeit wirkt er regelmässig als Speaker an Pferdesportveranstaltungen in der ganzen Schweiz mit.

## Beruf
Nach der kaufmännischen Lehre war Damian Müller Handelsvertreter für Skandinavien und Osteuropa in einem internationalen Unternehmen. Bis Februar 2016 arbeitete er als Betreuer von Schlüsselkunden und Leiter Verkauf Aussendienst bei der Valora Trade Switzerland in Neuendorf. Der PR-Fachmann mit eidgenössischem Fachausweis spricht fliessend Französisch und Englisch.

## Politik
Von 2001 bis 2016 war Damian Müller im Vorstand der FDP Hitzkirch. Im Jahr 2008 wurde er im Alter von 24 Jahren zum Präsidenten der fusionierenden FDP-Ortsparteien von Hitzkirch, Sulz, Hämikon, Müswangen, Retschwil, Gelfingen und Mosen gewählt. 2011 kandidierte er für den Luzerner Kantonsrat und wurde mit dem drittbesten Resultat gewählt. Zwischen 2012 und 2020 nahm er Einsitz in der Geschäftsleitung der FDP.Die Liberalen Kanton Luzern.
Bei den Ständeratswahlen im Jahr 2015 erreichte Müller im zweiten Wahlgang eine Stimmenanzahl von 51'550. Damit gelang ihm mit 31 Jahren als jüngstem Mitglied der Einzug in den Ständerat. Am 20. Oktober 2019 gelang ihm mit 65'784 Stimmen im ersten Wahlgang auf Anhieb die Wiederwahl in den Ständerat. Dies bedeutete einen Abstand von über 10'000 Stimmen zum zweiten Platz und das Erreichen des absoluten Mehrs als einziger Kandidat. In den Ständeratswahlen 2023 wurde er mit 72978 Stimmen im ersten Wahlgang bestätigt.
Damian Müller vertritt in der laufenden Legislaturperiode der Schweizer Bundesversammlung den Kanton Luzern als Ständeratsmitglied in folgenden Kommissionen:
- Aussenpolitische Kommission (APK-S)
- Delegation EFTA / Europäisches Parlament
- Kommission für Umwelt, Raumplanung und Energie (UREK-S)
- Kommission für soziale Sicherheit und Gesundheit (SGK-S)
- Legislaturplanungskommission 2023–2027 (LPK)

## Weitere Tätigkeiten
Er ist Präsident des Forums Gesundheit Schweiz und OK-Präsident des slowUp Seetal. Er engagiert sich als Präsident des Forums «Luzern diskutiert» für die jährlich stattfindende Veranstaltungsreihe mit hochkarätigen Rednerinnen und Rednern, die eine «zeitgemässe Diskussionsplattform» im Kanton Luzern unterhält. Er ist zudem als Sprecher und Moderator an Sport- und Politikanlässen in der ganzen Schweiz unterwegs.
Als Präsident von Swiss Equestrian und Co-Präsident der «Parlamentarischen Gruppe Pferd» engagiert sich Müller stark für die Interessen des Pferdes und des Pferdesportes auf nationaler Ebene.
Ende 2020 wurde Damian Müller in den Verwaltungsrat des Sozialversicherungszentrums Wirtschaft Arbeit Soziales (WAS) gewählt, wo er bis Ende 2024 Teil davon war. Weiter war er bis im Juni 2024 Verwaltungsrat beim Medienunternehmen SWS Medien AG in Willisau. Zudem präsidiert er (als Nachfolger von Roland Eberle) seit 2019 die Vereinigung Schweizerischer Futtermittelfabrikanten (VSF). Im Mai 2024 übernahm er von Ivo Bischofberger das Amt des Präsidenten des Schweizer Fleisch-Fachverbandes (SFF). Er war der einzige, welcher um das Amt kandidierte.
Im Mai 2024 sollte Müller als Präsident des Verwaltungsrats des Luzerner Kantonsspitals gewählt werden. Dies wurde in der Zentralschweiz breitflächig kritisiert und fand auch in nationalen Medien ein grosses Echo, weil Müller bereits zahlreiche weitere Ämter dieser Art ausübt. Wegen dieser Ämterkumulation wurde befürchtet, Müller könne die benötigte Zeit und Sorgfalt für den Verwaltungsrat des Kantonsspitals nicht aufbringen. Um negative Auswirkungen auf die LUKS Gruppe zu verhindern, zog er seine Kandidatur in der Folge zurück.

## Positionen
Zu den Kernthemen von Müllers Engagement gehören unter anderem die Sozialversicherungen. Mit zahlreichen Vorstössen setzt er sich insbesondere für eine nachhaltige Reform der AHV und des BVG ein. Er wurde 2020 insbesondere als Verfechter der Totalrevision des CO2-Gesetzes in den Medien zitiert. Er machte sich stark dafür, auch innerhalb der FDP das Bewusstsein für die Vereinbarung von liberalen Grundsätzen mit dem Umweltschutz zu fördern. So setzt er sich unter anderem für ein Mobility Pricing ein sowie für eine bessere Kommunikation zwischen Bund und Kantonen in Bezug auf geförderte Gebäudeeffizienz.